# 裴仲規
裴 仲規（はい ちゅうき、456年 - 503年）は、北魏の官僚・軍人。本貫は河東郡聞喜県。

## 経歴
裴延儁の従祖弟にあたる。奉朝請を初任とし、侍御を兼ねた。咸陽王元禧が司州牧となると、仲規は召されて司州主簿となり、建興郡の事務を代行した。孝文帝が代郡から洛陽に帰るにあたって、仲規は将来の志望を訊ねられると、王府仕えや1郡の太守のみならず、帝のそばで功績を挙げたいと希望を述べた。まもなく司徒主簿に任じられた。仲規の父が郷里で病床に伏すと、仲規は公務を捨てて駆けつけ、制に違反した科で免官された。503年（景明4年）、中山王元英が義陽を攻撃すると、仲規は召されてその下で統軍となり、戦没した。享年は48。河東郡太守の位を追贈された。諡は貞といった。
子はなく、弟の裴叔義の次男の裴伯茂が後を嗣いだ。

## 伝記資料
- 『魏書』巻69 列伝第57
- 『北史』巻38 列伝第26